# トーマス・ボック (画家)
トーマス・ボック（Thomas Bock, 1790年 - 1855年3月19日）は、イギリス生まれで、流刑になり1924年にオーストラリアのタスマニアに送られた画家、版画家である。刑期を終えた後、オーストラリアで肖像画家として働いた。オーストラリアにおける最初期の写真家としても働いた。

## 略歴
イングランド、ウェスト・ミッドランズのサットン・コールドフィールドで生まれた。少年時代はリッチフィールドの大聖堂の聖歌隊員であった。その後、バーミンガムで彫刻家として働いた。同じころ後に王立造幣局の彫刻部長になったウィリアム・ワイオン（William Wyon RA: 1795-1851）とともに働いている。徒弟期間が終わった後、ロンドンに移り、版画家（エングローヴァー）やミニアチュール画家として働き 、1817年に肖像版画を芸術商工業振興協会（Society for the encouragement of Arts, Manufacture and Commerce、後のロイヤル・ソサエティ・オブ・アーツ）の展覧会に出展し、銀メダルを受賞した。
1823年4月に、ボックは堕胎を望む愛人の女性に薬物を投与した罪で訴えられ、有罪となり、タスマニア流刑の宣告を受けた。1824年1月にアジア号でタスマニアに到着し、刑期中は紙幣原版の制作や処刑された犯罪者の肖像画を作成する仕事などをした。1829年、1830年、1835年に出版されたのタスマニアのホバートタウンの年鑑の図版の制作も行った。
刑期を終えると、オーストラリアで最初の職業画家としての地位を確立し、入植地で肖像画家として有名になった。当時、タスマニアの副知事であった極地探検家のジョン・フランクリン卿の妻、ジェーン・フランクリンの注文で、夫妻が養子にしたアボリジニの少女、Mathinnaの肖像画も描いた。タスマニア南部のホバートにスタジオを開き、肖像画を描いた。1843年からシドニーに滞在していたが1845年にホバートで大きな美術展覧会が開かれることになり、ホバートに戻った。
油絵や水彩画、パステルで肖像画を描いたが、パステルでの技術が最も評価されている。ジョージ・バロン・グッドマン（George Barron Goodman: ?-1851）と並んで、オーストラリア最初期の写真家の一人として活躍し、1843年10月にホバートでダゲレオタイプを撮影した。
1855年3月18日に、ホバートで65歳で亡くなった。裕福にはなっていなかっらとされ、1855年5月1日に彼の未亡人と家族のための資金を得るためにホバートの画廊で絵画や素描の展示販売会が開かれた。

## 作品

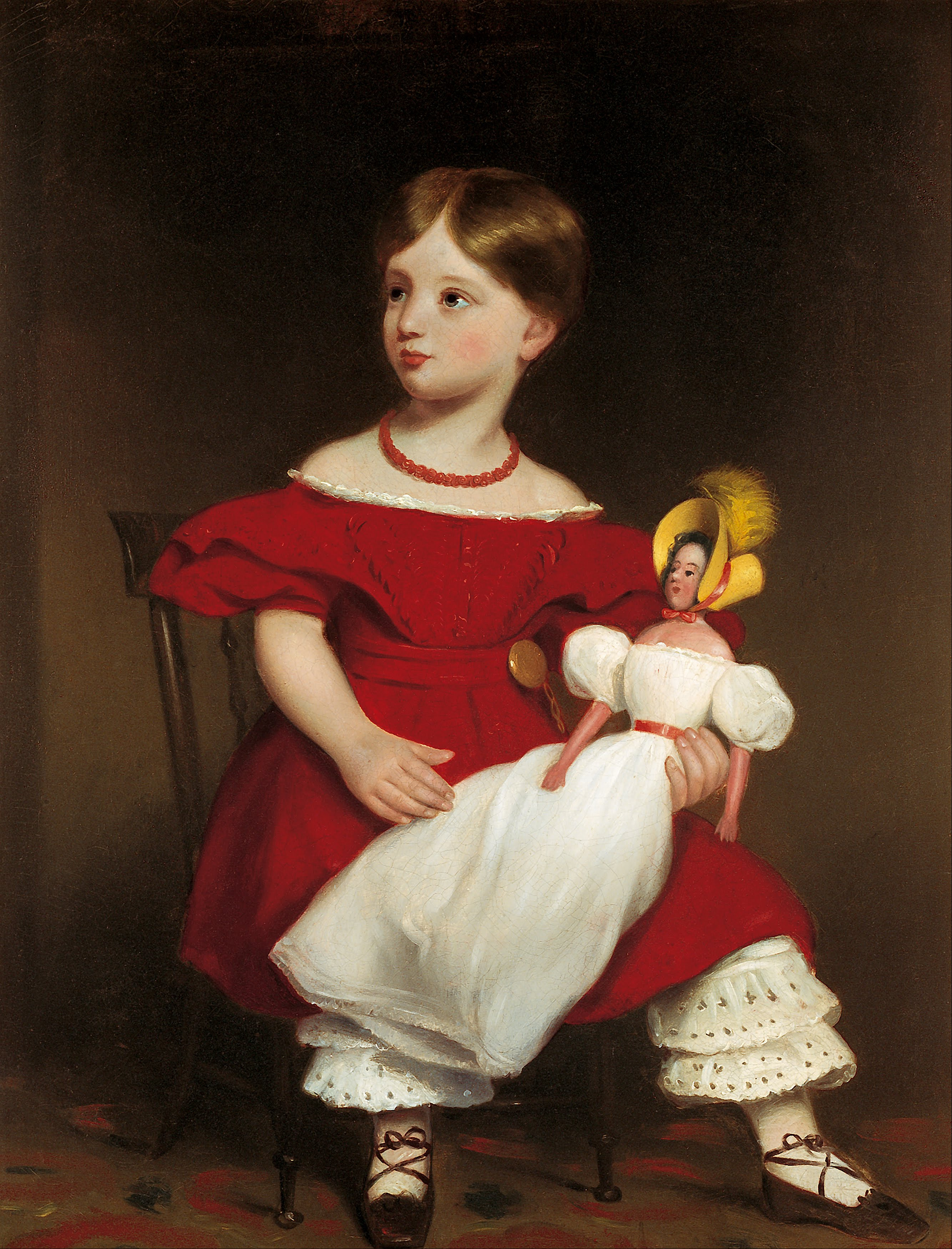
トーマス・ボック作とされる肖像画 南オーストラリア美術館
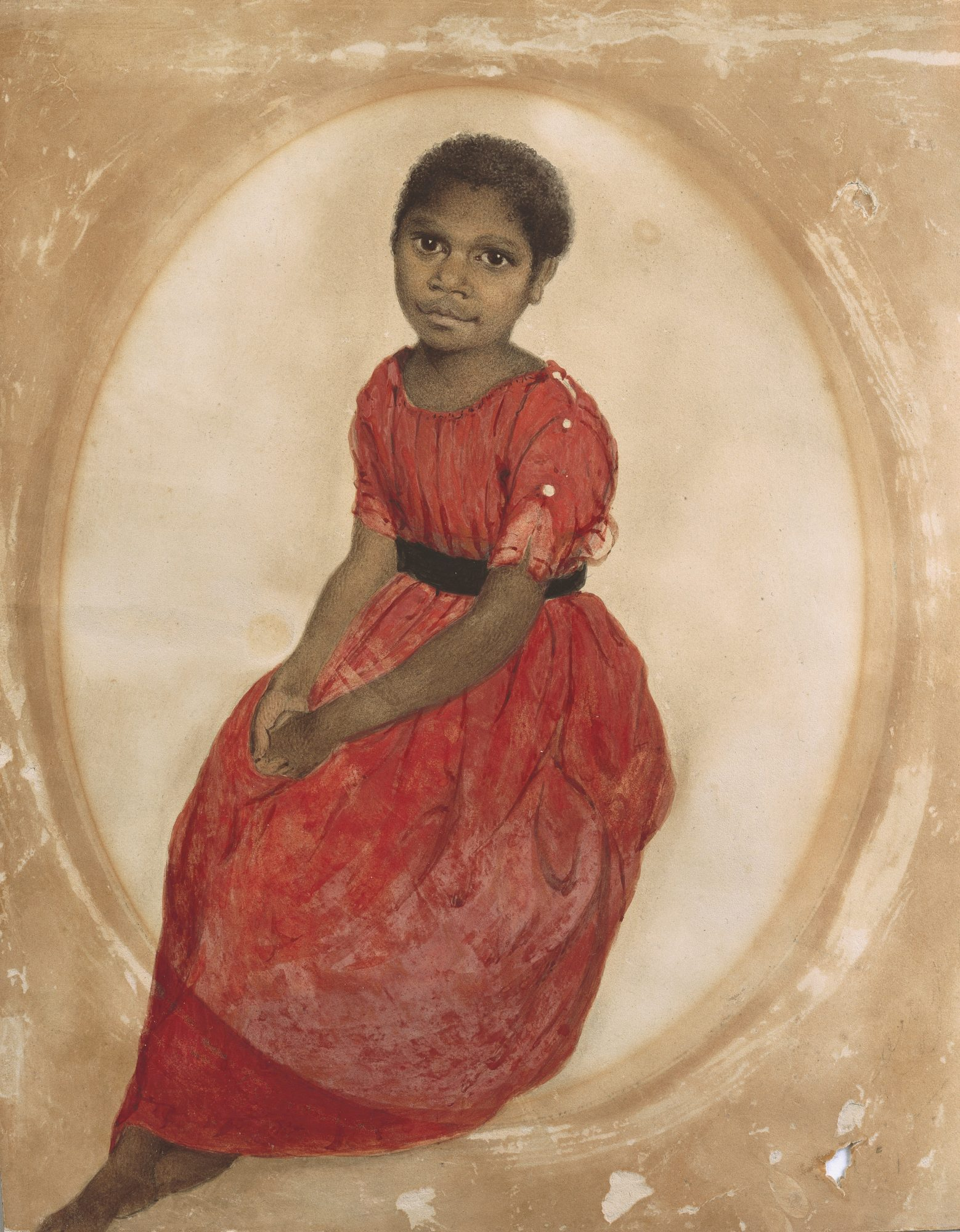
アボリジニの少女、Mathinnaの肖像画(1842)
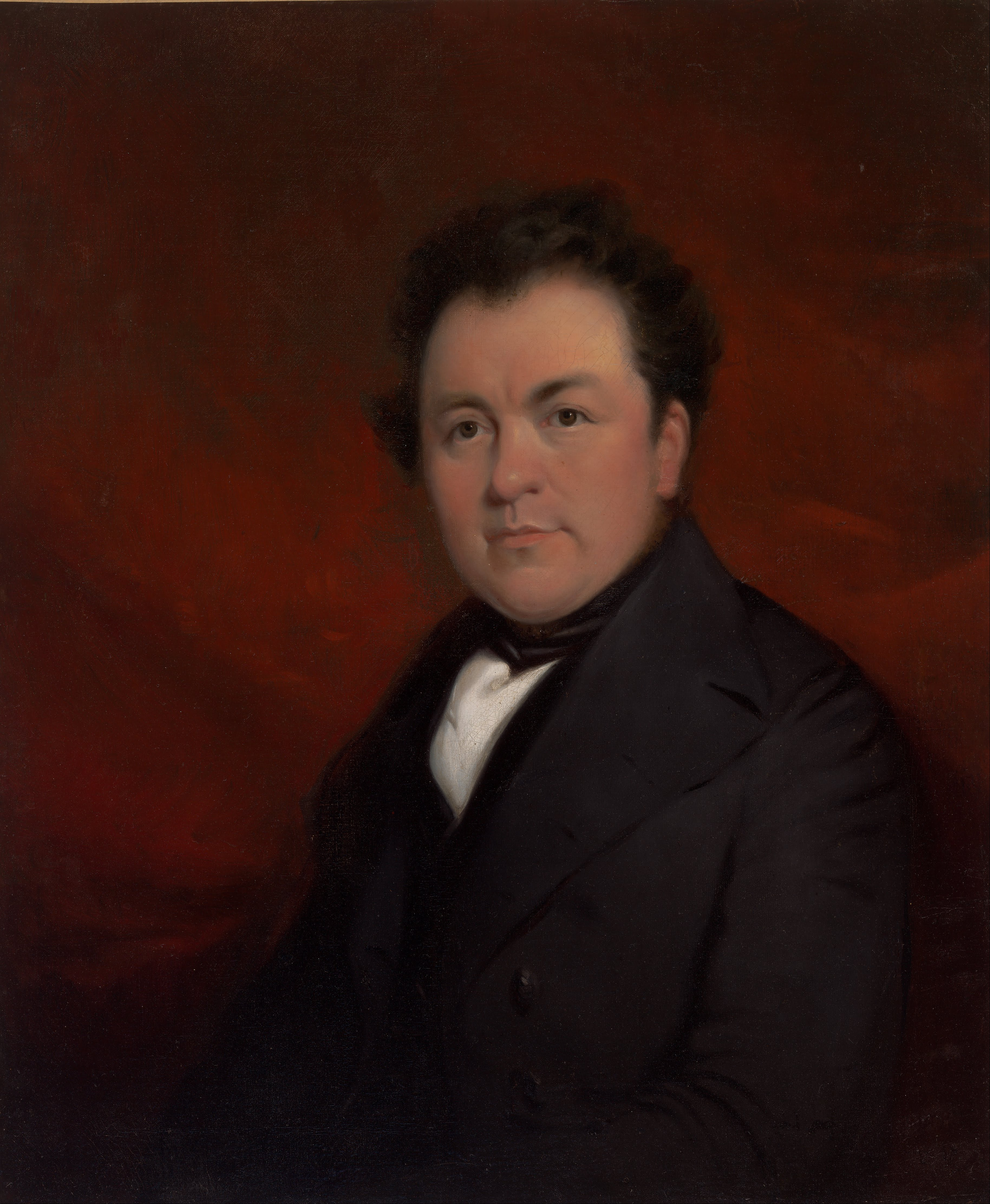
肖像画(c.1849) オーストラリア国立美術館
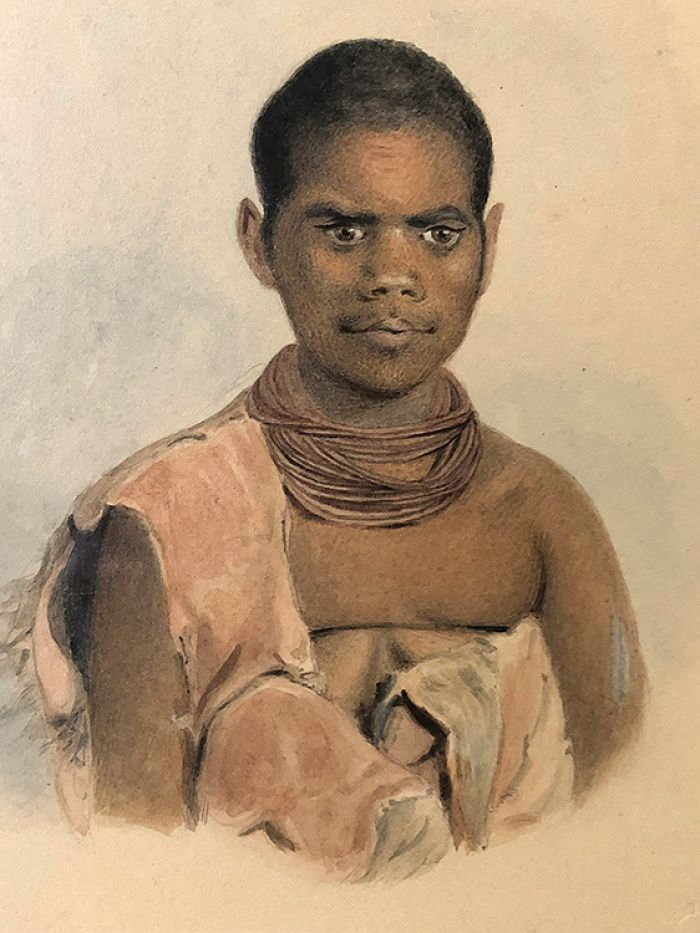
Wutapuwitja (c.1832)